# Wake
Wake (ang. Wake Island) – atol na Oceanie Spokojnym, na obszarze Oceanii, położony w około dwóch trzecich odległości pomiędzy Hawajami a Marianami Północnymi stanowiący terytorium zależne Stanów Zjednoczonych. Atol obecnie nie posiada rdzennej ludności, wszyscy pierwotni mieszkańcy zostali zamordowani bądź uciekli podczas japońskich bombardowań 23 grudnia 1941.

## Geografia

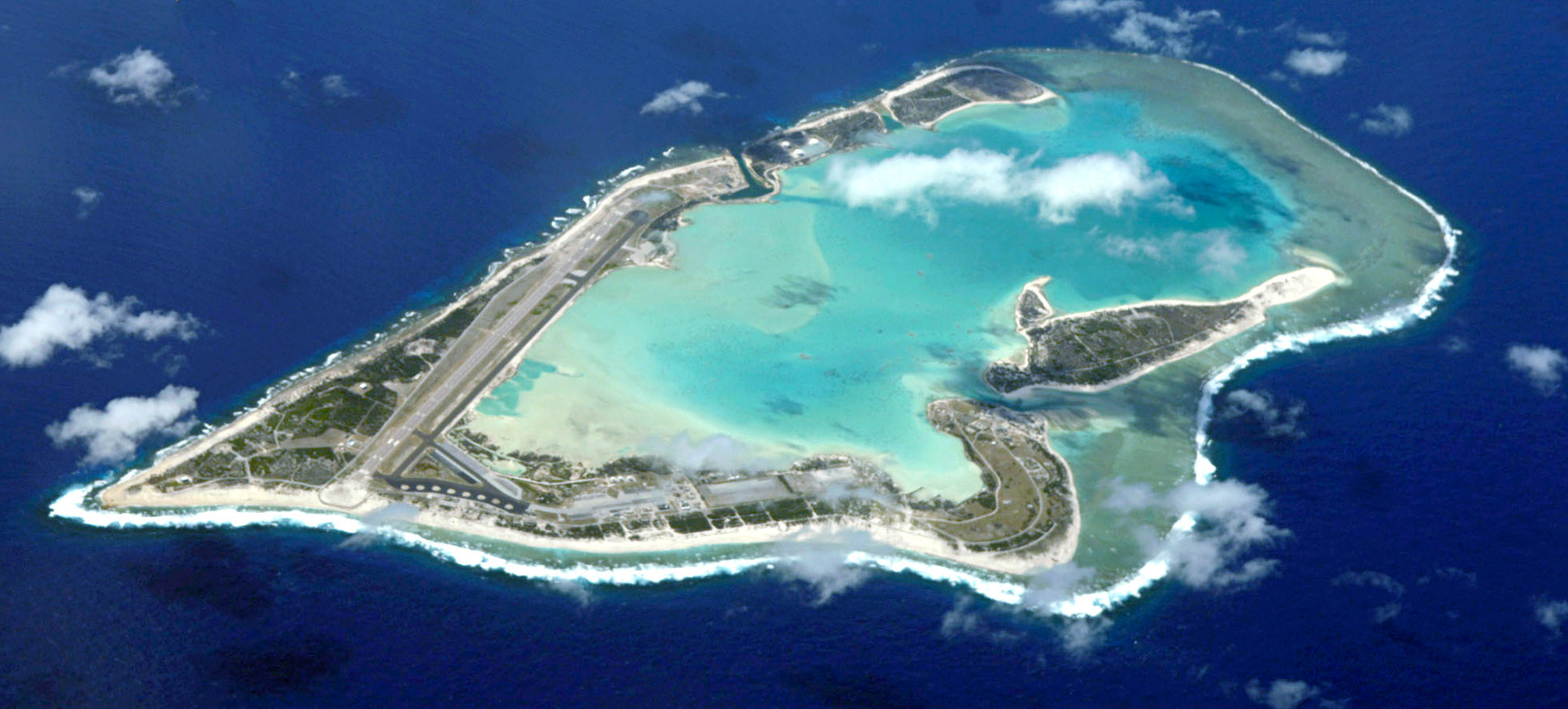
Zdjęcie lotnicze Wake

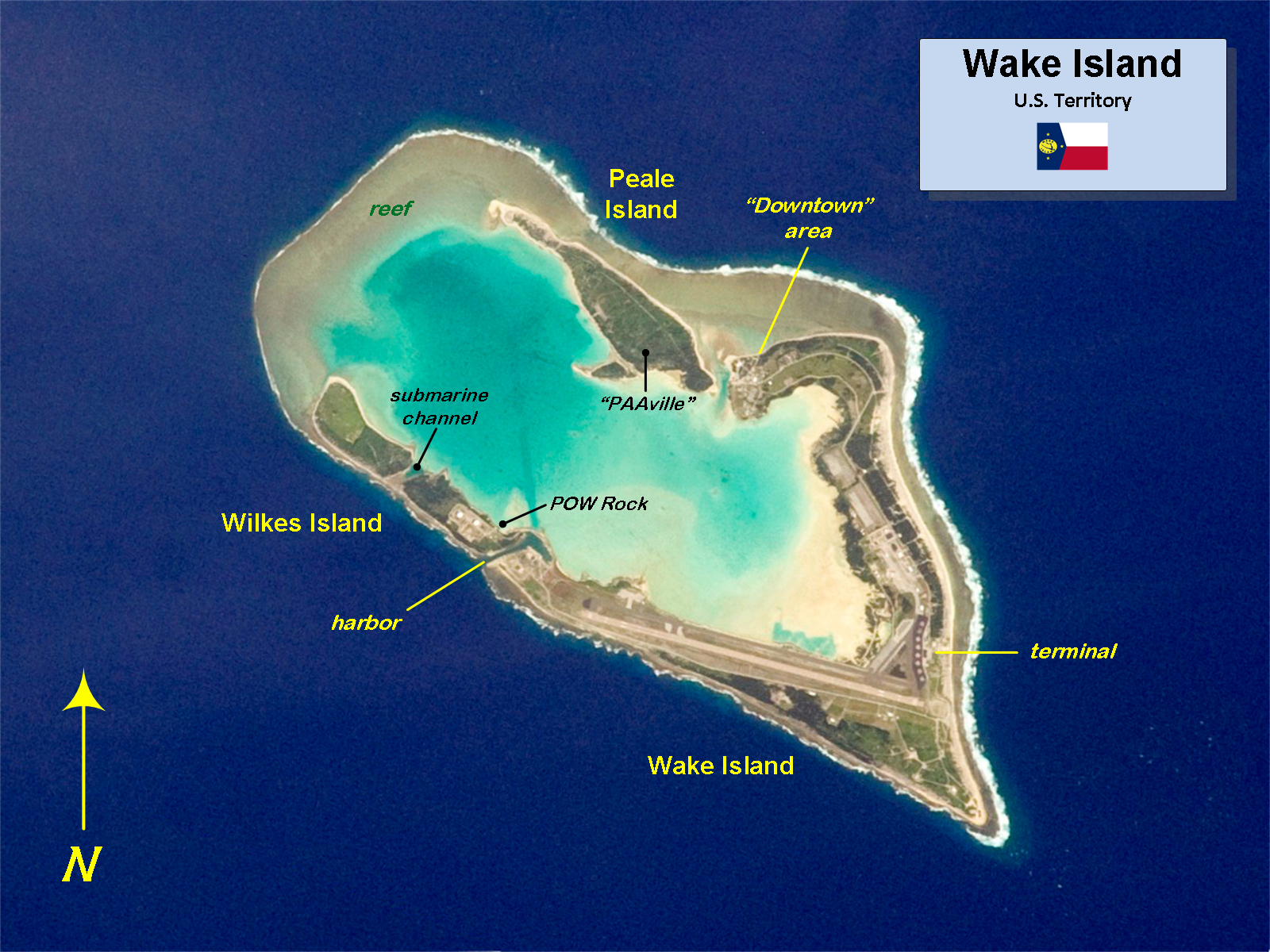
Zdjęcie satelitarne atolu

Pomimo że Wake oficjalnie nazywa się wyspą, faktycznie jest to atol.  Składa się on z trzech wysp koralowych otaczających lagunę: Wake, Peale, Wilkes. Powierzchnia lądowa atolu wynosi 6,5 km², a jego linia brzegowa ma długość 33,8 km (w tym sama wyspa Wake – 19,3 km). Atol nie posiada stałych mieszkańców, zamieszkuje tu jednak około 200 robotników kontraktowych.
Dla celów statystycznych atol jest grupowany wraz z innymi drobnymi terytoriami amerykańskimi w tzw. Dalekie Wyspy Mniejsze Stanów Zjednoczonych. Na atolu znajduje się port lotniczy Wake.

## Ustrój polityczny

Nieoficjalna flaga Wake

Jest to niezorganizowane, nieinkorporowane terytorium należące do Stanów Zjednoczonych, zarządzane przez amerykański Departament Spraw Wewnętrznych, w praktyce kontrolowane przez Siły Powietrzne USA. Do atolu roszczenia zgłaszają Wyspy Marshalla.

## Historia
Atol odkryła ekspedycja Álvaro de Mendaña de Neyra w 1568 i zaanektowała go w imieniu Hiszpanii, jednak poza aktem aneksji nie podjęto żadnych innych działań. Nazwa pochodzi od brytyjskiego kapitana Williama Wake, który dotarł do wyspy w 1796. 4 lutego 1898 wyspy zajęły Stany Zjednoczone, a 17 stycznia 1899 formalnie ustanowiono z atolu terytorium zależne Stanów Zjednoczonych. W 1935 linie lotnicze Pan American zbudowały na wyspie małą osadę i lotnisko do obsługi połączeń lotniczych USA z Chinami. Wyspa przeszła pod administrację marynarki wojennej już w grudniu 1934, lecz pierwsze instalacje wojskowe zaczęto wznosić kilka lat później – w styczniu 1941 otwarto na wyspie dużą amerykańską bazę wojskową. W jej skład wchodziło 517 osób personelu wojskowego i 1221 pracowników cywilnych.
W dniu ataku na Pearl Harbor – 7 grudnia 1941, Japonia dokonała ataku lotniczego na atol. Bitwa o Wake zakończyła się 23 grudnia zajęciem atolu przez wojska japońskie. W czasie wojny atol był tylko sporadycznie bombardowany przez wojska amerykańskie i pozostawał w rękach japońskich do końca wojny – garnizon japoński skapitulował 4 września 1945.
W czerwcu 1947 została zlikwidowana amerykańska baza lotnicza marynarki wojennej, a administracja nad atolem przeszła w ręce amerykańskiej Cywilnej Administracji Lotniczej. W latach 1962–1972 atolem administrował Departament Spraw Wewnętrznych, po czym administrację przejęły wojska lotnicze – utworzono Wake Island Air Force Base. W 1994 administracja przeszła do Departamentu Obrony (wyspa podlegała pod Organizację Balistycznych Pocisków Obronnych), a w 1997 powróciła pod administrację Departamentu Spraw Wewnętrznych.

## W kulturze
Wyspa Wake występuje w grze War Thunder oraz serii Battlefield jako mapa gry wieloosobowej.
James Graham Ballard pisał o Wyspie Wake w jednej ze swoich opowiadań ze zbioru „Low-Flying Aircraft and Other Stories”.